# 博納巨龍屬
博納巨龍屬（學名：Bonatitan）是種泰坦巨龍類恐龍，生存於白堊紀晚期的阿根廷。模式種是雷格氏博納巨龍（B. reigi），是在2004年被敘述、命名，屬名是以阿根廷古生物學家約瑟·波拿巴（José F. Bonaparte）為名。化石是一個部份骨骼，包含頭蓋骨與尾椎。

## 外部連結
- Saltasauridae